# کوجی تاچیکی
کوجی تاچیکی (انگلیسی: Koji Tachiki؛ زادهٔ ۲۸ آوریل ۱۹۶۰) بازیکن هندبال اهل ژاپن بود.